# ذا أونفينشيد سوان
ذا أونفينشيد سوان (بالإنجليزية: The Unfinished Swan)‏ ، هي لعبة فيديو من نوع مغامرات، نشرها شركة سوني كمبيوتر إنترتنمنت سنة 2012م.

## وصلات خارجية
- ذا أونفينشيد سوان على موقع IMDb (الإنجليزية)

- الموقع الرسمي
 (بالإنجليزية)
- The Unfinished Swan - Tech Demo 9/2008 على فيميو